# Higher Ground (canción de Stevie Wonder)
«Higher Ground» es una canción del músico estadounidense Stevie Wonder de 1973 de su álbum Innervisions. La canción llegó al puesto #4 en los sencillos pop de Estados Unidos. La versión del álbum contiene un verso extra y 30 segundos más que la del sencillo.

## Versión de Red Hot Chili Peppers
Fue versionada por los Red Hot Chili Peppers en su álbum de 1989, Mother's Milk. Esta versión fue lanzada como sencillo siendo candidato a un MTV Video Music Award. También aparece en el videojuego SSX3 (PS2), remezclada por X-Ecutioners Remix. Esta canción fue usada para la película The Karate Kid (película de 2010) y también en el Guitar Hero 1 junto con wavegroup encargado de todo la banda sonora de Guitar Hero, Guitar Hero 2, parte del Guitar Hero III: Legends of Rock y también aparece en el juego Rocksmith (PC, PS3 y Xbox 360).

### Lista de canciones
Sencillo en CD #1
- «Higher Ground» (Álbum)
- «Higher Ground» (Munchkin Mix)
- «Millionaires Against Hunger» (Previously Unreleased)
- «Mommy Where's Daddy» (Álbum)

Sencillo en CD #2 (Germany Only)
- «Politician» (Mini Rap)
- «Higher Ground» (Munchkin Mix)
- «Higher Ground» (Daddy-O Remix)
- «Mommy Where's Daddy» (Álbum)

Vinilo de 12"
- «Politician» (Mini Rap)
- «Higher Ground» (Munchkin Mix)
- «Higher Ground» (Dub Mix)
- «Mommy Where's Daddy»

Vinilo de 12" Remix
- «Higher Ground»
- «Higher Ground» (Munchkin Mix)
- «Politician» (Mini Rap)
- «Higher Ground» (Bert Bevans Mix)

Vinilo de 12" del Reino Unido
- «Higher Ground»
- «Higher Ground» (Daddy-O Remix)
- «Fight Like a Brave»

## Otras versiones
Ellen McIlwaine grabó una versión para su álbum de 1975, The Real Ellen McIlwaine.
En 1995 la versión del grupo estadounidense Red Hot Chili Peppers apareció en Power Rangers: la película.
En 2003 Eric Clapton grabó una versión para el álbum homenaje a Stevie Wonder llamado Conception.
Lenny Kravitz realizó una interpretación de la canción junto con Alicia Keys y Stevie Wonder, para los MTV Video Music Awards en 2004.
En 2006, en la quinta temporada de American Idol, el concursante Chris Daughtry realizó una interpretación de Higher Ground. En ese mismo año, en el Festival Internacional de Jazz de Montreal, Marcus Miller también interpretó esta canción, que luego saldría en su álbum Free.
Ya en 2007, el concursante de Australia Idol Ben Mackenzie cantó su propia versión, que era una mezcla de balada con hard rock, como la de los Red Hot Chili Peppers.
En el 2009 Robert Randolph & The Clark Sisters lanzaron una versión de la canción en un álbum recopilatorio.
En 2011, la versión de Red Hot Chili Peppers, apareció en la película El cambiazo.